# 马尔科·法维安
马尔科·法维安（西班牙語：Marco Fabián，1989年7月21日—），墨西哥男子足球运动员，司职中场，现效力于墨西哥甲级联赛马萨特兰。他曾代表墨西哥国奥队参加2012年夏季奥林匹克运动会足球比赛，获得一枚金牌。